# Konvergentní syntéza
Konvergentní syntéza je v syntetické chemii snaha o zlepšování účinnosti vícestupňových syntéz, nejčastěji se uplatňující v organické syntéze, kde se nejprve vytvoří několik částí složitější molekuly, které se poté spojí za vzniku konečného produktu. Při lineární syntéze se celková výtěžnost s každým krokem rychle snižuje;
A → B → C → D
pokud je tedy výtěžnost každé ze zde znázorněných reakcí 50 %, tak celková výtěžnost reakce A → D činí 12,5 %.
U konvergentní syntézy
A → B (50 %)
C → D (50 %)
B + D → E (25 %)
je celkový výtěžek E (25 %) výrazně lepší. Konvergentní syntéza se využívá k přípravám komplexnějších molekul a skládá se ze spojování fragmentů a nezávislé syntézy. Takovýto postup je lépe využitelný, pokud je molekula velká a symetrická, a lze tak nejméně dvě části molekuly vytvořit odděleně a spojit dohromady.
Příklady:
- Konvergentně se připravují dendrimery[2] kde se jednotlivé větve (s určeným počtem generací) napojují na centrální část.
- Bílkoviny s až 300 aminokyselinami se vytvářejí konvergentně s využitím chemické ligace.
- V totálních syntézách má konvergentní postup využití například u fotochemické [2+2]cykloadice) v rámci syntézy biyouyanaginu A:[3]